# 9 Hydrae
Désignations
9 Hydrae (en abrégé 9 Hya) est une étoile géante de la constellation de l'Hydre. Elle est visible à l'œil nu avec une magnitude apparente de 4,87. D'après la mesure de sa parallaxe annuelle par le satellite Gaia, l'étoile est située à environ ∼ 208 a.l. (∼ 63,8 pc) de la Terre. Elle s'en rapproche à une vitesse radiale héliocentrique de −2 km/s.
9 Hydrae est une étoile géante rouge de type spectral K0 III CNII, avec la notation « CNII » qui indique une surabondance en cyanogène dans son spectre. C'est une géante du red clump, ce qui signifie qu'elle génère son énergie par la fusion de l'hélium dans son noyau. L'étoile est 1,7 fois plus massive que le Soleil mais, à la suite de son évolution hors de la séquence principale, son enveloppe s'est étendue jusqu'à faire 11 fois le rayon solaire. Elle est 54 fois plus lumineuse que le Soleil et sa température de surface est de 4 688 K.
9 Hydrae possède un compagnon recensé dans les catalogues d'étoiles doubles et multiples. Il s'agit d'une étoile de magnitude 11,8 qui est située à une distance angulaire de 25,0 secondes d'arc et à un angle de position de 88° de l'étoile primaire en 2015. Elle apparaît n'être qu'un compagnon purement optique.